# Ingvar Wahlberg
Ingvar Axel Wahlberg, född 8 juni 1936 i Stockholm, död 29 augusti 1977 i Solna församling, var en svensk kompositör och sångtextförfattare.
Han var verksam även under namnen "Johnny Waard" och "Lille John". Under det namnet sjöng han in många singlar, bland andra "Klockorna i Gamla stan" med Sven-Olof Walldoffs orkester.
Som textförfattare anlitades Wahlberg flitigt av Jerry Williams. Den mest kända av de låtarna är "Save me". Han skrev även "Du ska tro på mej" till Sven-Ingvars under namnet Ingvar Wahlberg.
Karriären tog dock slut då han dömdes till fängelsestraff för våldtäkt, ett brott han förnekade. Wahlberg är begravd på Solna kyrkogård.